# Creag Leacach
Der Creag Leacach ist ein als Munro eingestufter, 987 Meter hoher Berg in Schottland. Sein gälischer Name kann in etwa mit Schiefer Felsen oder Platter Felsen übersetzt werden. Er liegt in den Grampian Mountains gut elf Kilometer südlich von Braemar südöstlich des Cairnwell Pass auf der Grenze der Council Areas Angus und Perth and Kinross. 
Von den vier benachbarten Munros östlich des Cairnwell Pass ist der Creag Leacach der niedrigste. Er ragt mit seinem felsigen, von Nordost nach Südwest verlaufenden Gipfelgrat markant über dem Gleann Beag südlich des Cairnwell Pass über den als Devils Elbow bezeichneten Haarnadelkurven der alten Streckenführung der A93. Der Gipfelgrat ist de facto die Fortsetzung des Südwestgrats des nördlich benachbarten, 1068 Meter hohen Glas Maol, beide Munros sind lediglich durch eine sich bis auf 933 Meter absenkende, als Cùl Riabhach bezeichnete Scharte getrennt. Entlang des gesamten Gratverlaufs zieht sich vom Glas bis südwestlich des durch einen Cairn markierten Gipfels des Creag Leacach ein alter Steinwall, der die Grenze zwischen Perthshire und Angus markiert. Nach beiden Seiten fällt der Grat des Creag Leacach fels- und schrofendurchsetzt steil in das westlich liegende Gleann Beag bzw. östlich in das Glen Brighty ab. Der Grat wendet sich südlich des Gipfels nach Westen, wo er im etwas abgesetzten, 943 Meter hohen Südwestgipfel des Creag Leacach endet, an den sich nach Westen und Süden weitere, deutlich niedrigere Hügel anschließen.

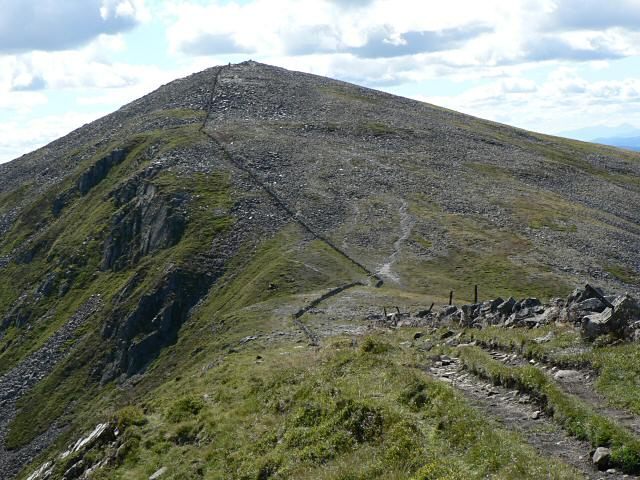
Blick zum Gipfel von Norden aus dem Sattel des Verbindungsgrats zum Glas Maol
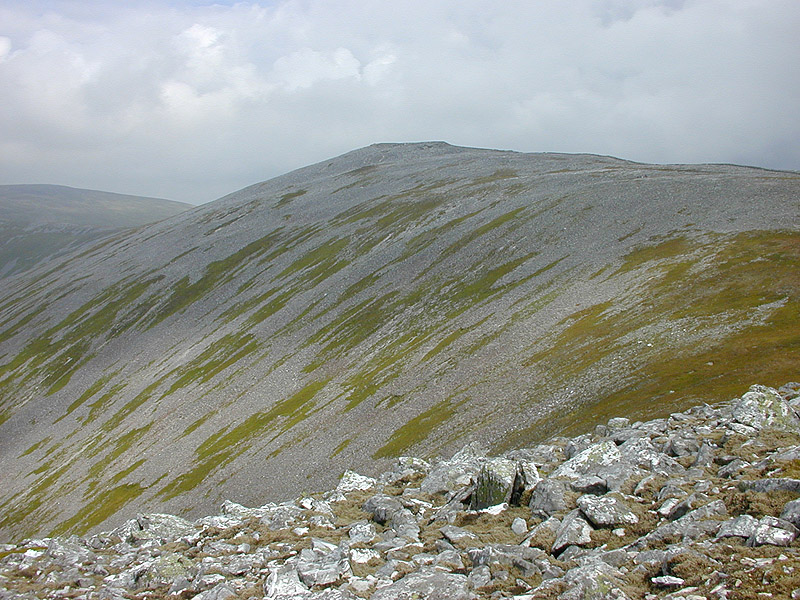
Blick vom Südwestgipfel zum Gipfelgrat in Richtung Nordosten
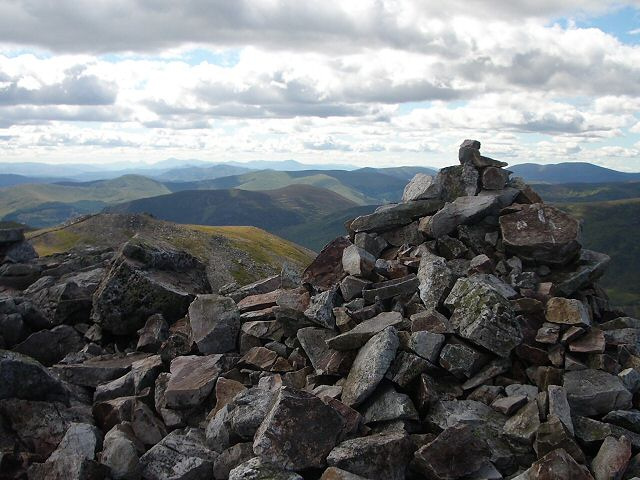
Der Gipfelcairn des Creag Leacach

Durch seine Lage nahe dem Cairnwell Pass und der A93 ist der Creag Leacach vergleichsweise leicht erreichbar. Der normale Aufstieg führt vom Glenshee Ski Centre am Pass entlang der diversen Skilifte und Schneezäune des Skigebiets über dessen Vorgipfel Meall Odhar zum Gipfelplateau des Glas Maol und weiter über den Verbindungsgrat. Viele Munro-Bagger besteigen den Creag Leacach im Rahmen einer Tagestour auf alle vier Munros östlich des Cairnwell Pass. Eine Besteigung des Creag Leacach ist auch von Westen über den Südwestgipfel und weiter zum Hauptgipfel möglich, Ausgangspunkt ist hier ein Parkplatz an der A93, etwa 1,5 Kilometer südlich des Cairnwell Pass. Alternativ ist auch eine Besteigung aus dem südöstlich gelegenen Glen Isla möglich. Dies erfordert zwar einen längeren Anmarsch, vermeidet aber die von vielen Bergsteigern als wenig attraktiv empfundenen Anlagen des Skigebiets. Ausgangspunkt ist die kleine Ansiedlung Auchavan am Ende der Fahrstraße im Glen Isla, von dort stehen mehrere Möglichkeiten zur Auswahl, wobei auch weitere Gipfel wie der Glas Maol oder der 807 Meter hohe Monamenach einbezogen werden können.